# Lijst van voetbalinterlands China - Colombia
Deze lijst van voetbalinterlands is een overzicht van alle officiële voetbalwedstrijden tussen de nationale teams van China en Colombia. De landen speelden tot op heden twee keer tegen elkaar. De eerste ontmoeting, een vriendschappelijke wedstrijd, werd gespeeld in Beijing op 26 oktober 1995. Het laatste duel, eveneens een vriendschappelijke wedstrijd, vond plaats op 14 november 2017 in Chongqing.

## Wedstrijden
| № | Plaats    | Datum            | Competitie        | Wedstrijd        | Uitslag |
| - | --------- | ---------------- | ----------------- | ---------------- | ------- |
| 1 | Beijing   | 26 oktober 1995  | Vriendschappelijk | China – Colombia | 2 – 1   |
| 2 | Chongqing | 14 november 2017 | Vriendschappelijk | China – Colombia | 0 − 4   |

## Samenvatting
| Competitie        | Totaal gespeeld | Winst China | Gelijk | Winst Colombia | Doelsaldo China – Colombia |
| ----------------- | --------------- | ----------- | ------ | -------------- | -------------------------- |
| Vriendschappelijk | 2               | 1           | 0      | 1              | 2 – 5                      |
| Totaal            | 2               | 1           | 0      | 1              | 2 – 5                      |

Wedstrijden bepaald door strafschoppen worden, in lijn met de FIFA, als een gelijkspel gerekend.

## Details

### Eerste ontmoeting
| Vriendschappelijk (Beijing, China, 26 oktober 1995):                                                              |              | |
| China | 2 – 1        | Colombia |
| Haidong Hao 36' Bing Li 67'                                                                                       | goals        | 38' Alexis Mendoza |
| Wusheng Qi | bondscoach   | Hernán Darío Gómez |
| Chuliang Ou Qun Wei Hong Xu Zhiyi Fan Hongjun Li Feng Jiang Weiguo Peng Bing Li Xiandong Cao Haidong Hao Feng Gao | opstellingen | Miguel Ángel Calero Jersson González Arley Dinas Alexis Mendoza Freddy León 46' Luis Quiñónez Jorge Bolaño Carlos Valderrama Adolfo Valencia Hamilton Ricard Carlos Castro |
| | wissels      | 46' Jaime Suarez |
| - Debuut van Jorge Bolaño (Atletico Junior) en Carlos Castro (Atlético Junior) voor Colombia.                     |              | |